# Суиксу
Суиксу́ (каз. Суықсу) — село у складі Бухар-Жирауського району Карагандинської області Казахстану. Адміністративний центр та єдиний населений пункт Суиксуської сільської адміністрації.
Населення — 126 осіб (2021; 378 у 2009, 539 у 1999, 843 у 1989).
Національний склад станом на 1989 рік:
- казахи — 72 %.